# Peleskefalva község
Peleskefalva község (románul: Comuna Pleșcuța) község Arad megyében, Romániában. Központja Peleskefalva, beosztott falvai Acsuca, Bugyfalva, Körösdombró, Rosztócs, Talács, Vojkaháza.

## Népessége
A 2011-es népszámlálás adatai alapján a község népessége 1219 fő volt.